# Јохан Петер Франк
Јохан Петер Франк (Родалбен, 19. март 1745 — Беч, 24. април 1821) био је немачки лекар, пионир медицинске хигијене и један од најранијих визионара система свеобухватне здравствене заштите. Живећи на прелазу из осамнаестог у деветнаести век, у ери мучних превирања, жестоких сукоба у европском друштву, осим као лекар и борац за целовиту заштиту људског здравља и безусловно вредновање људског живота, Франк ће остати упамћен „као човек узалудних покушаја побадања барјака рационалног погледа на света”, о чему говори и ова Франкова реченица „највећи део јада који нас сналазе долази нам управо од нас самих”.

## Живот и каријера
Рођен је 19. марта 1745. у Родалбену, у данашњој југозападној Немачкој, у трговачкој породици, као најмлађе од тринаесторо деце. Прво се образовао у језуитским школама у околини родног места, а потом у Мец на студијама филозофије. Понет жељом да се укључи у велики подухват примене нарастајућих научних сазнања у служби људског здравља и благостања, Франк је донео одлуку да упише студије медицине, које је успешно завршио у Хајделбергу и Стразбуру.
Током првих неколико година по стицању дипломе лекара, Јохан Петер Франк радио је као лекар у градићима своје родне провинције. Како је брзо напредовао прво је стекао звања дворског лекара грофовије Баден-Баден, а затим и звање професора на Универзитету у Гетингену.
Због слабог здравља била му је преко потребна топлија клима, и Франк доноси одлуку да се пресели у Италију, на Универзитет у Павији. Ту је имао прилику да сарађује са најзнаменитијим научницима из тог периода, као што су били Алесандро Волта и Лазаро Спаланцани.
Након релативно кратког времена проведеног у Павији, Франк се преселио у Беч, у коме је рукооводио свеобухватном модернизацијом главне градске болнице и био једнан од оснивача знаменитог патолошко-анатомског института.
Одређено време провео је у Виљнусу и Санкт Петербургу, Русија, где ће успоставио нов, савремен план и програм студија медицине, који ће бити основа образовања будућих лекара и узор за многе универзитете у Русији и другим земљама Европе.
У историјском периоду док је Француска господарила Бечом, Франк је на позив Француза боравио у Паризу како разменио знања и искуства са угледним члановима државног медицинског савета. Тако су се међу Франковим пацијентима нашли Наполеон Бонапарта, али и Лудвиг ван Бетовен, руски цар Александар I, итд.
Осим медицином и залагањем за целовиту заштиту здравља и безусловно вредновање људског живота, Франк је остао упамћен и као велики љубитељ музике. У раној младости је и сам певао у хору.
Након што је у Бечу, је пропагирао Џенерово откриће вакцинације, пензионисао се у Фрајбургу 1808. године. Као пензионер, наставио је да се бави праксом у Бечу, и у овом граду окончао је свој живот 24. априла 1821. године.

## Дело
На студијама у Мецу Франк се сусрео са идејама и идеалима просветитељства и развио склоност ка пажљивом посматрању природе, што ће од тог тренутка постати основа његовог целокупног рада. По преласку у Италију окружен научницима којима данас дугујемо неке од кључних замисли дубоко утканих у савремено научно сагледавање света, Франк је наставио рад на свом делу „Систем обједињене медицинске праксе", који је започео неколико година раније. Књига ће временом нарасти до шест томова и осетно унапредити медицину у читавој Европи, како у практичном тако и у концептуалном смислу.
Друштвеним чиниоцима у свом приступу здрављу и болести, Франк је поклањао највећу могућу пажњу, и заговарао свеобухватну хуманистички оријентисану улогу државе и друштва у унапређењу народног здравља. У том смислу, неуморно се залагао за одговарајуће животне и радне услове за раднике свих професија и профила, примену принципа хигијене у спречавању зараза, проширивање и уређење зелених површина у градовима и увођење обавезних часова гимнастике у школама.
Франк је међу првима увидео и значај правилног вођења забелешки и пажљиве примене статистичких метода у медицини, што ће, између осталог, омогућити Игнацу Семелвајсу да, упркос скептичном и подругљивом дочеку већине колега, непобитно докаже пресудан значај хигијене у породилиштима у спречавању „бабиње грознице", односно сепсе која се често јављала након порођаја. Ово за Франка било и од великог личног значаја, јер му је супруга страдала управо од „бабиње грознице".
Током својих честих путешествија Европом, Франк је неуморно своја схватања и погледе излагао не само у стручним круговима, међу лекарима, већ и у директним комуникацијама са многобројним угледним личностима које је имао прилике да лечи, руски цар Александар I, Наполеон Бонапарта итд.
| „ | Иако је медицина у међувремену напредовала крупним корацима, стекавши неслућене могућности, и без обзира на то што данас организовану здравствену заштиту универзално сматрамо неспорном тековином напретка људског друштва, многе од кључних проблема и тешкоћа с којима се читавог живота носио Јохан Петер Франк лако ћемо препознати у проблемима и тешкоћама нашег властитог доба - доба које му толико тога дугује. | ” |